# 久保卓也
久保 卓也（くぼ たくや、1921年12月31日 - 1980年12月7日）は、日本の警察・防衛官僚。元防衛事務次官。第4次防衛力整備計画及び基盤的防衛力構想を策定し、「ミスター防衛庁」と呼ばれた。位階は正三位。

## 来歴・人物

### 警察官僚から防衛官僚へ
兵庫県武庫郡（後の神戸市）出身。1938年旧制灘中学校、1941年に第三高等学校文科乙類、1943年9月に東京帝国大学法学部政治学科をそれぞれ卒業。内務省入省（大臣官房属）と同時に海軍経理学校に入校し、軍令部第3部所属の海軍主計大尉として終戦を迎える。
復員後は長崎県庁、大分・熊本両県警察での勤務を経て、内務省解体後の1948年に国家地方警察本部に異動。神奈川県警察本部警備部長などを経て、1952年に保安庁保安局に出向する。防衛研修所の内局研修生を経て警察に戻り、警視庁警備課長、第1方面本部長を歴任。砂川事件の鎮圧を担当した。さらに警察庁交通局長として「交通戦争」時代の交通行政に対処し、スクランブル交差点、歩行者天国などを導入した。
防衛官僚としては一次から四次までの長期防衛力整備計画の策定に何らかの形ですべて関与し、1972年の第4次防衛力整備計画策定時には防衛局長を務めた。また、局長時代には沖縄返還後の沖縄の防衛責任分担についてウォルター・L・カーティス2世駐日大使館軍事問題上級代表（海軍中将）と交渉を行なっている。
カーティスとの交渉では沖縄の地上防衛・防空・海上防衛、哨戒および捜索、救難を自衛隊が引受けることが合意された。合意内容は1971年6月29日の日米安保協議委員会（SCC）で承認を受け、「沖縄の直接防衛責任の日本国による引受けに関する取決め（久保・カーティス協定）」という日米の政府間合意に結実することとなる。

### 基盤的防衛力と久保
久保は国際情勢の緊張緩和が進んだとみられた1970年代に、日本の防衛力整備の理論化・体系化に努めたことで知られる。久保は軍備計画の策定において通常行われる、仮想敵の有する戦力に対抗可能な規模の防衛力を整備する「所要防衛力」の発想を日本の防衛計画に適用することに疑問を呈した。久保の指摘した問題点は、第一に、国際情勢の緊張緩和が進み、差し迫った敵・脅威が存在しない当時（1970年代）の日本の情勢では敵を見定めることが難しいという点、第二に、仮に所要防衛力に基づく防衛力整備を行うにしても、日本では国内外における諸制約から実現が不可能であるという点だった。
久保は上記の認識に基づき、日本の防衛力整備は政治的現実との調和を図るべきであるとして、その目的を「力の真空を生むことを避け、地域の安定・平和維持をめざす」「他国に軍事的な干渉・侵略を躊躇させる程度の能力を持つ」ものと位置づけた。そして、必要最小限の防衛力整備を行うことが妥当であるとした「基盤防衛力」の発想を提起した。また、この主張が行われた動機として久保の思考の中では、明確な規模と目的を与えることによって、自衛隊（特に制服組）のモチベーション向上を促すという意図もあったとされる。
これらの主張は防衛局長時代に各種論文の形で発表され、多くの反響を呼ぶこととなる。この防衛力整備をめぐる議論は1972年に直近の長期防衛計画である第4次防衛力整備計画が決定されたこと、また1974年に外局である防衛施設庁長官に久保が就任したことによって沈静化したが、翌年事務次官として久保が防衛庁に舞い戻り、また防衛政策策定について国民的支持が得られるアプローチを望んでいた長官の坂田道太と意気投合したことから復活し、1976年には「基盤的防衛力」の概念を中核に据えた「防衛計画の大綱」として結実することとなった。
しかし、時を同じくして米ソの緊張が再燃し、1970年代末にはソ連のアフガニスタン侵攻による「新冷戦」と呼ばれる国際環境が生じたことから、緊張緩和を前提とした「大綱」路線を維持することは批判の対象となることも少なくなかった。

### 「久保発言」
久保は次官時代の1976年2月9日、ロッキード事件の一因である次期対潜哨戒機（PX-L）の国産化が白紙還元された事件のいきさつについて「田中角栄首相の部屋に後藤田正晴官房副長官、相沢英之大蔵省主計局長が入って協議した結果で、防衛庁は知らされていなかった」と記者会見で語った。これは田中らがロッキード社の要請を受けて国産化を白紙還元したというニュアンスを持つため、大きな波紋を呼ぶこととなった（いわゆる「久保発言」）。
後日当時の状況を確認され久保の発言に誤りがあったことが明らかとなり、久保は坂田長官から戒告処分を受け、その後の記者会見において記憶違いを謝罪することとなる。特に内務省の先輩で、1974年の参院選落選（阿波戦争）以後、浪人として国政進出を目指していた後藤田はこの発言に激怒して、久保に事実関係を厳しく確認し、明確な謝罪を要求するに至った。久保が1976年半ばと比較的早い時期に次官を退任したのはこの「久保発言」が原因とも言われている。

### 積極的平和主義の提唱
久保は退官後、国防会議事務局長時代の1977年に「国際の安定と平和の創出のために何かするという、能動的、積極的平和主義への転換が必要」と述べ、積極的平和主義を唱えた。この考え方は40年近く経った第2次安倍内閣の下、2013年12月17日に「国家安全保障戦略」で採用された。
その後、財団法人平和・安全保障研究所常務理事を務めたが、1980年、ガンで死去した。

## エピソード
- 先輩の海原治と共に防衛官僚きっての論客として知られた。基盤的防衛力の発想にも現れた久保の「安全保障を軍事面だけでなく、より広い政治的な文脈に置いて考える」という思想は理論のスマートさから賞賛を受けた一方、安全保障の中核となる軍事力を軽視する政策として強い反発も受けた。軍事力を重視する海原や、小田村四郎（当時防衛庁経理局長）もその批判者だった。
- 愛煙家、酒好きで知られた。部下だった夏目晴雄は久保が泥酔し、しばしば電柱にもたれかかった状態で寝ていたことなどを回想している。また、しばしばアルコールの匂いを漂わせながら執務に当たったが、それでも仕事ぶりが的確だったことからさらに評価を高めることとなった。
- 過激派が土田国保（当時警視庁警務部長）宅に小包爆弾を送り、その家族が殺傷された土田・日石・ピース缶爆弾事件では、小包の送り主として久保の名前が使われていた。久保と土田が親しい関係にあることを利用した犯行だったと言われている。

## 経歴（課長以後）
- 1955年　警視庁警備課長
- 1957年　警視庁第1方面本部長
- 1958年　兵庫県警察本部警務部長
- 1960年　防衛庁教育局教育課長（-4月）、防衛庁防衛局第1課長（4月-）
- 1964年　福島県警察本部長
- 1965年　内閣国防会議事務局参事官
- 1968年　警察庁官房審議官
- 1969年　警察庁交通局長
- 1970年　防衛庁防衛局長
- 1974年　防衛施設庁長官
- 1975年　防衛事務次官
- 1976年　退官（7月）、内閣国防会議事務局長（12月-）
- 1978年　退官（11月）、財団法人平和・安全保障研究所常務理事
- 1980年　死去、叙正三位、叙勲二等授瑞宝章

## 著書
- 『21世紀への提言』（PHP研究所、1978年）
- 『国防論――80年代、日本をどう守るか』（PHP研究所、1979年）
- 『現実の防衛論議』（海原治と共著、サンケイ出版、1979年）